# マックス・クラウゼン

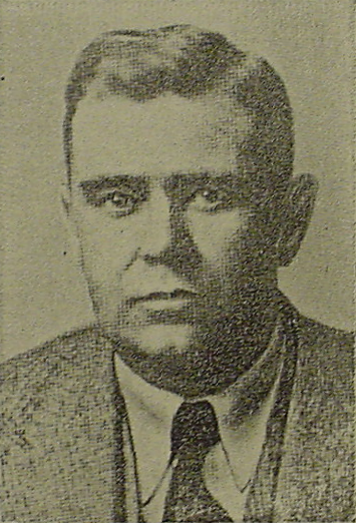
クラウゼン

マックス・クリスティアンゼン＝クラウゼン（Max Christiansen-Clausen, 1946年まではマックス・ゴットフリート・フリードリヒ・クラウゼン(Max Gottfried Friedrich Clausen), 1899年2月27日 - 1979年9月15日）は、ドイツ人の無線技士で、ソ連の赤軍参謀本部情報局（GRU）のスパイとして、太平洋戦争直前の帝都東京にて、リヒャルト・ゾルゲ率いるゾルゲ諜報団で働いたことで知られる。

## 経歴

### 戦争
ドイツ最北部のノルトシュトラント島に、敬虔な石工の息子として生まれる。1914年、機械工の徒弟になることを望むが、経済的理由から断念して農家の使用人として働き始める。1年後に友人の父親の経済援助で徒弟の修業を始めるが、1917年に徴兵され第一次世界大戦に従軍することになる。配属された部隊は通信部隊で、電気技術の基礎を学ぶことになった。通信兵としてドイツ各地に無線塔を設置する。移動中のベルリンで、初めてドイツ社会民主党員と知り合い共産主義思想に興味を持つ。休暇から遅れて戻ったため懲罰として5日間営倉に入れられるが、そこで共産主義者と知り合い、ロシア革命について知らされた。
その後、通信兵としてフランスの前線に送られてメッツ近郊に駐屯し、ドイツ軍による攻撃に参加する。そこではドイツ軍の毒ガス弾が撃ち込まれたが、風向きが変わって自軍に被害をもたらし、一週間血を吐く被害に苦しんだ。治療のため後送されたベルギーでドイツの敗戦を知る。ドイツに戻ったものの、自分の年齢の兵士は除隊されないと知ったクラウゼンは脱走を試みるが、逮捕されて一週間営倉送りとなる。その後、砲兵部隊に配属されたが、ベルリンでの暴動を鎮圧するため出動した際に、父の病気を理由に除隊を願い出て許された。1919年に父は死に、母は彼が幼時に死んでおり、また兄も大戦で戦死したため彼は天涯孤独になった。

### エージェント
再び機械工の修業を始めるが、呼吸器の病気のため中断。手術されると知って病院を脱走し、修業先の親方の元に逃げ戻った。しかし仕事が得られなかったためノイミュンスターに移って慈善団体の助手として働く。次いでハンブルクに移り、叔父の助けで船員としての仕事を見つける。クラウゼンは航海でヨーロッパや北アフリカ、アジアの幾多の港を知った。ドイツの政情が不穏になる中、1922年に共産党系の労働組合に加入。船員ストライキに参加して三ヶ月の懲役を受けている。仕事を失ったのち、ドイツ共産党の船員連盟で宣伝員及び労働組合勧誘員となる。1924年、帆船でムルマンスクに渡る機会を得て、ペトログラードで国際船員クラブで一週間を過ごす。翌年赤色戦線戦士同盟に加入。1927年にドイツ共産党に入党する。
翌年ハンブルクのコミンテルン活動家の招きに応じてモスクワに赴く。ところが入国の際パスポートに不備があるとしてソビエト連邦当局に足止めされた。そこでモスクワで訪ねるように言われた住所を国境官吏に示すと、すぐに釈放され入国出来た。その住所は赤軍情報局だったのである。モスクワでクラウゼンは局長のヤン・ベルジン将軍の前に出頭した。彼はマックス・スケンクという新しい名前を与えられ、短波通信の技術を教えられた。1929年3月に教育課程が終わり、最初の任務として上海行きを命じられた。その際名前は本名に戻されたが、新しいパスポートを受け取った。

### 中国

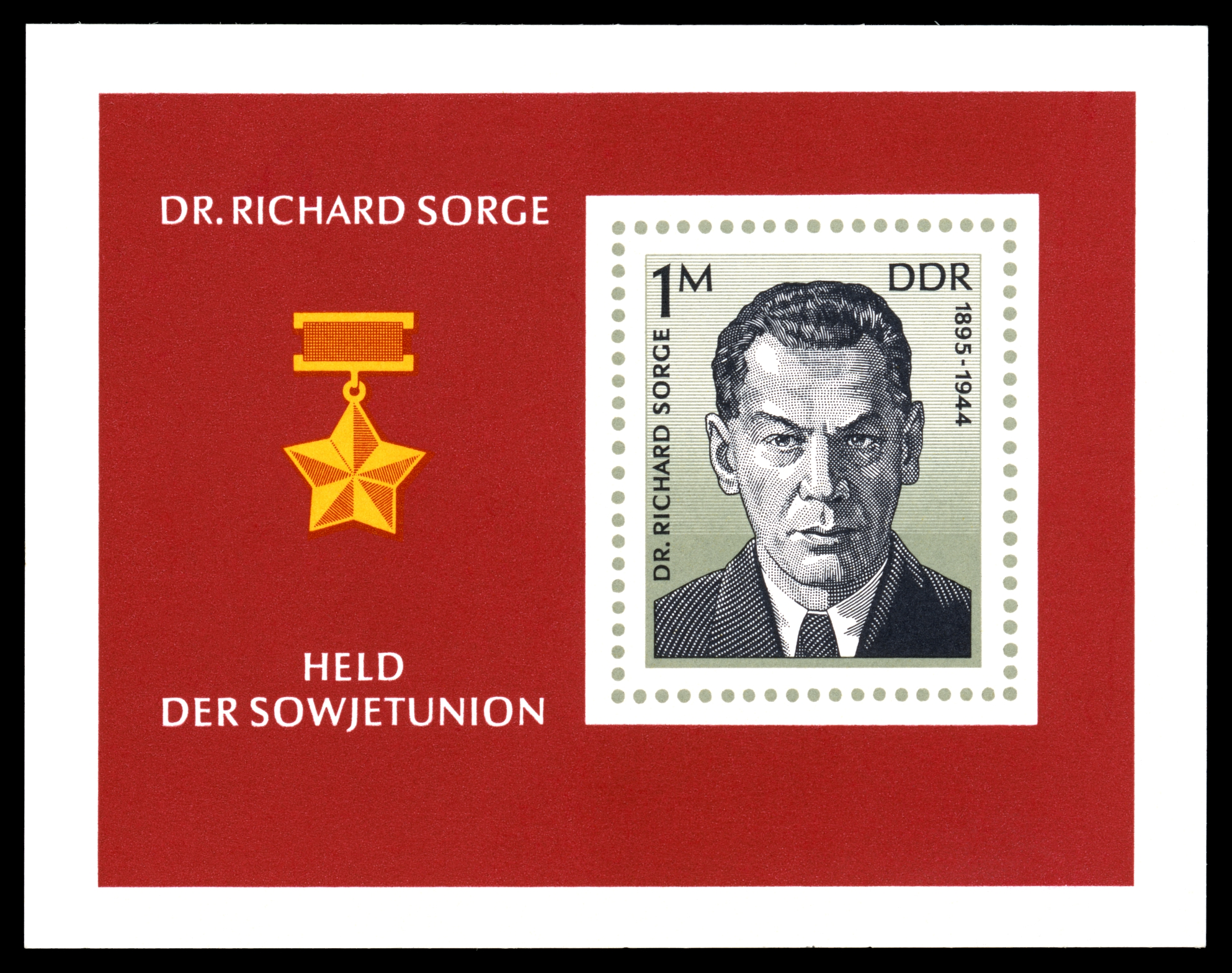
ゾルゲを顕彰した東ドイツの切手（1976年）

上海では商店に偽装した拠点からウラジオストクに向けて打電する任務に就いた。そこでクラウゼンは携帯できるトランク大の通信機を作成する。折しも満洲で中華民国とソ連が武力衝突していたので、彼はフランス領事館の臨時職員となってハルビンに赴き、ホテルの一室から無線で情報を送り続けた。任務を終え上海に戻ると、上司がリヒャルト・ゾルゲに交代した。ゾルゲに与えられた最初の任務は、広州市でエージェントのために通信機を作成することだった。この頃同じアパートに住むノヴォシビルスク出身の看護婦アンナと知り合う。クラウゼンと同年齢の彼女は、セミパラチンスクでフィンランド人と結婚したがロシア革命を避けて亡命した上海で未亡人となり、今はフィンランド国籍になっていた。のちにアンナはクラウゼンの妻となる。
広州での任務を終えて1931年に上海に戻った頃、満洲事変が起きて日本軍が満洲を占領した。クラウゼンは日本軍司令部のある奉天に赴き、そこで中国人協力者を使って日本軍を監視するよう指示を受けた。二年間その任務に従事したのち、1933年にモスクワに戻って黒海沿岸で6週間の休暇を与えられた。次いでドイツ系ハンガリー人ゴールドマンという名を与えられ、再び通信技術の教育を受ける。そこの校長は上海での以前の上司だった。オデッサに向かうよう命じられたが、妻との同行を主張して規律委員会にかけられた。1934年にはバルト・ドイツ人ラウトマンとしてヴォルガ・ドイツ人自治ソヴィエト社会主義共和国に送られた。そこではトラクター工場で働いた。彼はその仕事が気に入らなかったが、工場に作った通信局が評判となり、ヴォルガ・ドイツ人自治共和国全土にその通信網を広げるよう命じられた。ところがクリメント・ヴォロシーロフ将軍から新たな指令が下る。

### 日本
今度の赴任先は大日本帝国期の日本で、ドイツ・日本との二正面戦争を避けたいソ連のため、紛争回避に向けた対日工作だった。1933年より日本に赴任していたゾルゲには、部下にモスクワからブルーノ・ヴェントという無線技術者がいたが、性格的にも技術的にも難があると見たゾルゲはヴェントを帰国させ、モスクワには旧知のクラウゼンを派遣申請した。クラウゼンは1935年11月25日、東京に到着。友好国ドイツ国民の正規パスポートにより、入国には何の問題もなかった。
上司のゾルゲとは、毎週火曜日の午後2時から4時に山王ホテルで、偶然を装って接触・連絡を続けた。クラウゼンは「フリッツ」という暗号名がつけられた。日本に支店を開く商社員を装ってナチス党員のドイツ人と知り合い、以後は駐日ドイツ大使館員やジャーナリストが出入りするドイツ人経営の店で会うようになった。またフランスの通信社員で同じくソ連工作員のブランコ・ヴケリッチと接触し、彼の家で通信機を組み立てた。妻アンナは直接日本に来ず上海に赴き、ドイツ総領事館に結婚を申請してドイツ国籍を取得し、ドイツの正規パスポートで入国した。
1936年2月、別のドイツ人工作員の家でウラジオストクとの通信を開始。通信は安全のため時々場所を変えて行われ、茅ヶ崎の農家からも発信した。また妻アンナはクーリエとして上海と日本を18回も行き来して、フィルムや日本・ドイツ当局の機密書類を運んだ。クラウゼンは工具製作所を経営するドイツ人の元で働いていたが、やがてドイツからのオートバイ輸入業を始め、独自にコピー機製作所「クラウゼン商会」を経営した。その仕事で日本の軍人や実業家、大学教授に知遇を得た。その信用関係によりアンナは、日本軍将校のはからいで軍用機で上海に赴いたことさえあった。1938年からは通信を暗号化し、最後まで日本側は暗号を解読できなかった。満洲で日ソ国境紛争（ノモンハン事件ほか）が起きた時、クラウゼンは即座に日本軍の動きを打電した。東京にナチス・ドイツ情報部（国家保安本部）の武官ヨーゼフ・マイジンガーが赴任し、ゾルゲを探っていたが馬脚を現すことはなかった。スパイ活動での暗号化作業や偽装工作は心身に重圧を与えるものであり、1940年にクラウゼンは心臓発作で倒れ、ドイツ人医師の治療を受け箱根で静養もしている。
1939年9月に始まった第二次世界大戦が緊迫激化する情勢下で、上海との連絡が難しくなり、東京のソ連大使館での担当領事と接触連絡を取るようになった。当然危険を伴うので今まで避けられていたが、なお摘発されることはなかった。1941年3月5日、クラウゼンは「ドイツ軍50個師団がソ連侵攻のため準備されている」という情報を送った。5月には「ドイツ軍の規模は150個師団、期日は6月15日（実際は22日）」という詳細な情報を送ったが、モスクワはこの情報を疑った。しかし現実に独ソ戦が始まり、情報の正確さが証明された。さらに9月、クラウゼンは日本軍がソ連極東に対する攻撃に乗り出すことはないという情報を送った。これにより極東ソ連軍がヨーロッパに送られ、ドイツ軍の進撃を止めた。
ゾルゲのグループは1936年から5年間で805の通信を行い、うち363が司令部や大臣に届けられる重要情報だったといわれる。日本側が傍受していたのはそのうち4分の1に過ぎなかったとクラウゼンは回顧している。

### 逮捕・帰国

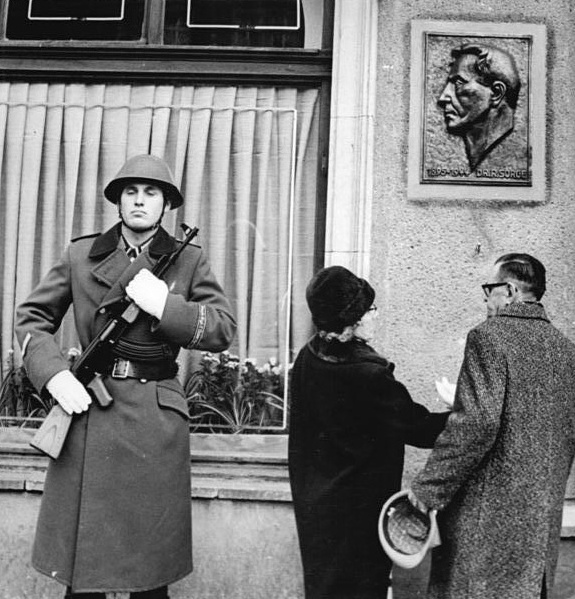
ゾルゲの記念碑を除幕したクラウゼン夫妻（1969年、東ベルリン）

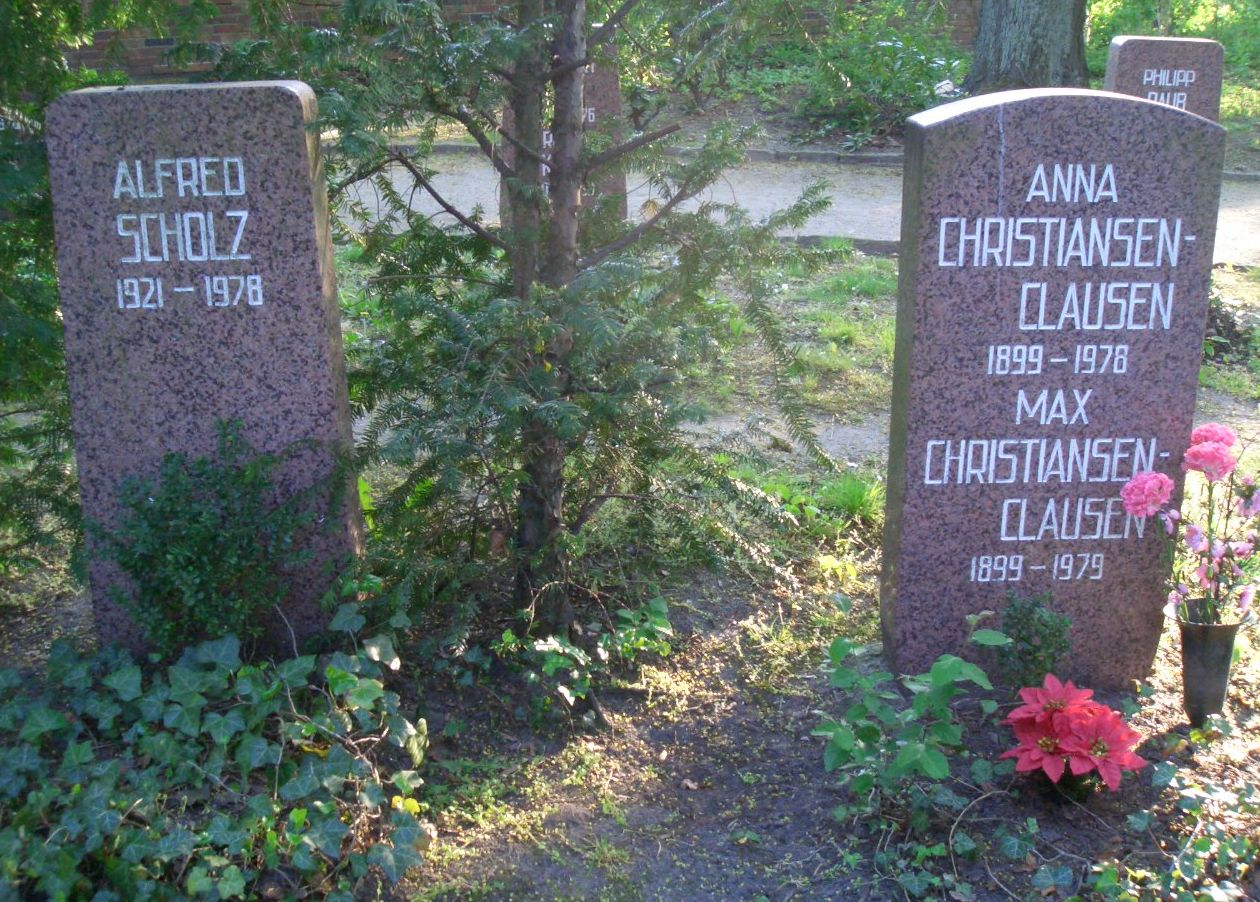
ベルリン・フリードリヒスフェルデの社会主義者墓地にある、クラウゼン夫妻の墓（右）。左はシュタージ副大臣アルフレート・ショルツの墓

ゾルゲ諜報団が逮捕されたのは、日本人協力者の共産主義者・宮城与徳の逮捕で足がついたためだった。1941年10月18日、ゾルゲやクラウゼンらは一斉に逮捕され、1943年にゾルゲ事件裁判で、クラウゼンとヴケリッチは無期禁錮の判決を、アンナは懲役7年の判決を受けた（ゾルゲは死刑）。検察が死刑を求刑して控訴したため刑が確定したのは1944年になってからだった。最初巣鴨刑務所で服役していたが、連合国軍による爆撃が激化したため仙台に移された。
やがて1945年8月15日に終戦を迎え、GHQ連合国軍占領下となり、10月18日にクラウゼン夫妻は釈放された。釈放後夫妻は浦和に住み、やがて軽井沢に引っ越した。しかしアメリカ軍の情報部が彼らに関心を持っていることを知り、翌年日本を離れることにした。ただし21世紀に入り、実際にはクラウゼン夫妻が日本でアメリカ陸軍情報部（MIS）から尋問を受けた記録が、アメリカ国立公文書記録管理局の所蔵資料より公開された。
ソ連大使館により夫妻はウラジオストクに移動、4週間にわたり入院した。ついでモスクワで日本での活動を報告。クラウゼンはクリスティアンゼンという名を受けて"クリスティアンゼン＝クラウゼン"となり、ソ連軍占領下にある東ドイツに移住した。
クラウゼンはドイツ社会主義統一党に入党して労働組合活動に戻り、東ベルリンの造船所人事部に職を得た。東ドイツ政府からカール・マルクス勲章、祖国功労勲章金賞を、ソ連政府から赤旗勲章を授与されている。1978年に妻アンナが死去し、翌年にクラウゼンは後を追うように居住する東ベルリンで死去した。
ベルリン・フリードリヒスハイン区の彼らが住んでいた通りは「リヒャルト・ゾルゲ通り」と改名され、「反ファシズムの闘士」クラウゼン夫妻を顕彰する銅板が現存する。

## 註
1. ↑  NHK取材班・下斗米伸夫『国際スパイ ゾルゲの真実』角川書店、1992年、p100。ヴェントは日本では「ベルンハルト」という偽名で活動しており、諜報団が検挙された後の供述調書や獄中手記でもその名前で記載されているため、古い文献ではベルンハルトとなっているものがある。
2. ↑  2005年にハイナー・ティンマーマン（Heiner Timmermann）は、ソ連は1941年時点ですでに日本の暗号解読に成功しており、ゾルゲやクラウゼンの働きは従来言われているより重要ではなかったとする研究を発表している（Heiner Timmermann, Spionage, Ideologie, Mythos - der Fall Richard Sorge, Münster 2005）。
3. ↑  加藤哲郎『ゾルゲ事件 覆された神話』平凡社新書、2014年、p.93

## 書籍
- モルガン・スポルテス『ゾルゲ　破滅のフーガ』吉田恒雄訳、岩波書店、2005年、ISBN 4-000-23710-1
- ロバート・ワイマント『ゾルゲ―引裂かれたスパイ』西木正明訳、新潮社、1996年
- 加藤哲郎『ゾルゲ事件 覆された神話』平凡社新書、2014年